# شتفان جورجه
شتفان جورجه (بالألمانية: Stefan George). شاعر ومترجم ألماني. ولد عام 1868 في بودسهايم، وتوفي عام 1933 في مينوسيو. كان شتفان جورجه ابناً لأحد تجار النبيذ. ودرس علوم اللغة والفلسفة وتاريخ الفن. قام بالعديد من الرحلات في أوروبا وتعرف على العديد من الفنانين. تجمع حول جورجه العديد من العلماء والفنانين والأدباء (جماعة جورجه)، وقد حول جورجه هذه الجماعة إلى جماعة نشر من خلال الصحيفة الذي أصدرها معهم باسم (أوراق الفن). وفي عام 1933 ذهب إلى سويسرا معترضاً على التفسير النازي لأعماله. وكان جورجه يمثل مفهوماً نخبوياً للفن يتضح جلياً حتى في الصورة الخارجية لأعماله. وقد ترجم أيضاً أشعار دانتي وشكسبير ومالارميه وبودلير.

## أعماله
- تراتيل-رحلات الحج-الجبل «Hymnen-Pilgerfahrten-algabal» (مجموعة قصائد 1899).
- عام الروح «Das Jaher der Seele» (قصائد 1897).
- سجادة الحياة وأغاني الحلم والموت «Der Teppich des Lebens und die Lieder von Traum und Tod» (سلسلة قصائد 1900).
- الخاتم السابع «Der siebente Ring» (سلسلة قصائد 1907).

## روابط خارجية
- شتفان جورجه على موقع الموسوعة البريطانية (الإنجليزية)
- شتفان جورجه على موقع ميوزك برينز (الإنجليزية)
- شتفان جورجه على موقع إن إن دي بي (الإنجليزية)
- شتفان جورجه على موقع ديسكوغز (الإنجليزية)